# Mike Mills
Pour les articles homonymes, voir Mike Mills (réalisateur) et Mills.
Michael Edwards Mills, plus connu sous le nom de Mike Mills, né le 17 décembre 1958 à Orange County, Californie, est le bassiste du groupe de rock américain R.E.M. Il est un des fondateurs, avec Bill Berry, Peter Buck et Michael Stipe, de R.E.M. 

## Biographie
Fils d'une mère chanteuse et pianiste, et d'un père ténor, Mike Mills doit certainement à cet héritage d'être un musicien complet. 
Officiant généralement en tant que chœur au sein de R.E.M., il se risque à prendre lui-même le micro pour devenir l'interprète principal. Ainsi il est l'interprète des titres Near Wild Heaven et Texarkana (album Out of Time). Les spectateurs du concert donné par R.E.M début 2005 à Marseille l'ont vu interpréter le titre Don't Go Back to Rockville (album Reckoning).